# Alcantara (Schiff, 1914)
Die Alcantara (I) war ein Passagierschiff der britischen Reederei Royal Mail Line, das nur wenige Wochen vor dem Ausbruch des Ersten Weltkriegs in Dienst gestellt wurde. Ab 1915 diente sie als Hilfskreuzer, bis sie am 29. Februar 1916 in der Nordsee in einem schweren Gefecht mit dem deutschen Hilfskreuzer Greif versenkt wurde. 72 ihrer Besatzungsmitglieder kamen ums Leben.

## Das Schiff
Das 16.034 BRT große Dampfschiff Alcantara wurde bei einer Nebenstelle von Harland & Wolff in Govan (Schottland) gebaut und lief dort am 30. Oktober 1913 vom Stapel. Ihr baugleiches Schwesterschiff, die Almanzora, entstand zeitgleich auf Harland & Wolffs Hauptwerft in Belfast und lief am 19. November 1914 vom Stapel. Die beiden Schwestern waren die bis dahin größten Schiffe der Royal Mail Line und sollten im Passagier- und Postverkehr von Großbritannien nach Südamerika eingesetzt werden.
Das 173,73 Meter lange und 20,48 Meter breite Passagier- und Postschiff hatte einen Schornstein, zwei Masten und drei Propeller (die Almanzora hatte nur zwei) und wurde von zwei Dreifachexpansions-Dampfmaschinen mit Abdampfturbinen angetrieben, die eine Höchstgeschwindigkeit von 17 Knoten ermöglichten. Das Schiff konnte 400 Passagiere in der Ersten, 230 in der Zweiten und 760 in der Dritten Klasse befördern. Die Alcantara wurde am 28. Mai 1914 fertiggestellt und lief am 19. Juni 1914 in Southampton zu ihrer Jungfernfahrt nach Buenos Aires aus. Kurz danach brach der Erste Weltkrieg aus.

## Als Hilfskreuzer
1915 wurde die Alcantara von der britischen Admiralität übernommen und in einen bewaffneten Hilfskreuzer (Armed Merchant Cruiser) umgewandelt. Zu diesem Zweck wurde das Schiff mit acht 6-Inch-Kanonen und zwei Sechspfündern versehen. Die Alcantara wurde unter das Kommando von Captain (später Rear Admiral) Thomas Erskine Wardle gestellt und dem 10th Cruiser Squadron zugeteilt. Hauptaufgabe des Hilfskreuzers war die Aufrechterhaltung des Patrouillendienstes zwischen Scapa Flow und Norwegen.

## Gefecht mit derGreif
Am 27. Februar 1916 stach der gerade erst in Dienst gestellte deutsche Hilfskreuzer Greif (4.692 BRT) in Cuxhaven unter dem Kommando von Fregattenkapitän Rudolf Tietze Richtung Nordsee in See. Kurz nach dem Auslaufen wurde die Greif von einem britischen U-Boot gesichtet, das ihre Position per Funk der Admiralität meldete. Auf Anweisung des Befehlshabers der Grand Fleet, Sir John Jellicoe, wurden fünf Zerstörer und sieben Kreuzer in die Nordsee entsandt. Die beiden Hilfskreuzer Alcantara und Andes (15.620 RT), beides ehemalige Passagierdampfer der Royal Mail Line, befanden sich bereits auf Patrouille.

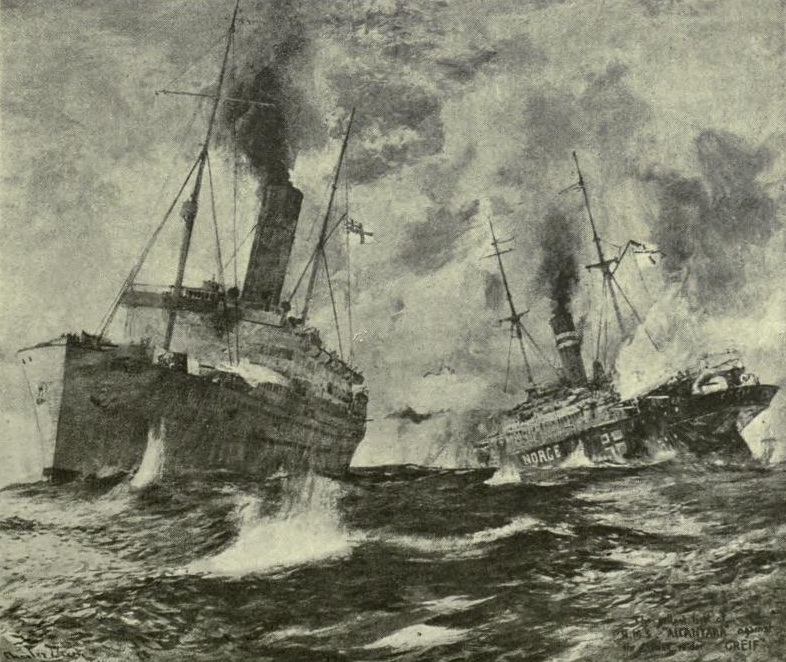
Illustration aus The Times History and Encyclopaedia of the War Vol XXI (London, 1920)

Gegen Mittag am 28. Februar 1916 befand sich die Alcantara etwa 60 Seemeilen östlich der Nordspitze der Shetlandinseln, als sie per Funk die Order erhielt, nach einem verdächtigen Schiff Ausschau zu halten, welches aus Richtung Skagerrak kam. Um 8.45 Uhr vormittags am 29. Februar sichtete der Ausguck backbords voraus Rauchschwaden am Horizont. Etwa zur selben Zeit traf ein Funkspruch der Andes ein, die mitteilte, dass es sich dabei höchstwahrscheinlich um das gesuchte Schiff handelte. Kapitän Wardle steuerte die Alcantara näher an das unbekannte Schiff heran, um es identifizieren zu können. Die Greif hatte sich jedoch als norwegischer Frachter Rena aus Tønsberg getarnt, um ihre wahre Identität zu verbergen. Die Alcantara signalisierte dem näherkommenden Schiff, zu stoppen und feuerte zwei Warnschüsse ab.
Die Greif kam der Aufforderung nach, während ihre Mannschaft der Alcantara zu verstehen gab, dass ihr Schiff aus Trondheim kam und auf dem Weg nach Rio de Janeiro war. Gegen 9.40 Uhr waren die beiden Schiffe einander nah genug, dass die Briten ein paar Boote zu Wasser lassen konnten, um das scheinbar harmlose Handelsschiff zu inspizieren. In dem Moment wurden an Bord der Greif die bis dahin versteckten Geschütze enttarnt, die Kriegsflagge gehisst und aus etwa 730 Metern Entfernung das Feuer auf die Alcantara eröffnet. Die erste Salve traf die Kommandobrücke des Hilfskreuzers, zerstörte dort sämtliche Kommunikationsanlagen und ließ die Verbindung zum Maschinenraum abreißen. Mehrere Crewmänner wurden getötet. Andere Geschosse setzten das Ruder außer Gefecht und versenkten einige der ausgesetzten Boote.
Die Alcantara erwiderte das Feuer umgehend. Es kam zu einem heftigen Artillerieduell, für das keines der beiden ungepanzerten Schiffe tatsächlich geeignet war. Der erste Treffer der Alcantara traf das Heckgeschütz der Greif und tötete dessen Bemannung. An Bord der Greif explodierte zudem die bei dem 10,5-cm-Geschütz gestapelte Bereitschaftsmunition und setzte das Achterschiff in Flammen. Auch ihre Öltanks fingen Feuer. Zusammen mit der in der Zwischenzeit eingetroffenen Andes schoss die Alcantara weiterhin auf die schwer getroffene und brennende Greif. Der erste Schuss der Andes traf die Brücke und zerstörte die Ruderanlage der Greif. Die Briten konnten eine weitere Kanone an Bord der Greif zerstören und schließlich einen Treffer in der Schiffshülle landen, der die Greif zum Stillstand brachte.
Die Deutschen entschlossen sich zu einer letzten verzweifelten Abwehr und starteten einen Torpedoangriff. Zwei Torpedos wurden auf die Alcantara abgefeuert, von denen einer unter dem Heck passierte und der zweite mittschiffs auf der Backbordseite ein Volltreffer war, dessen Wirkung aber im Kohlenbunker zum Teil verpuffte. Dennoch entwickelte die Alcantara eine zunehmende Schlagseite nach Backbord. Das gesamte Gefecht dauerte nur 15 bis 20 Minuten und hinterließ beide Schiffe langsam sinkend.
Die Deutschen stellten das Feuer ein und begannen um 10.18 Uhr mit dem Aussetzen der Rettungsboote. Die Briten feuerten weiterhin auf das feindliche Schiff. Während der Kommandeur der Greif, Fregattenkapitän Tietze, sich an einem Seil in ein Boot ließ, wurde er im Genick von einem Schrapnell getroffen und enthauptet. Kurz danach befahl Kapitän Wardle an Bord der Alcantara das Einstellen des Beschusses und die Evakuierung seines offensichtlich sinkenden Schiffs. Um 11.02 Uhr kenterte die Alcantara und ging auf der Position 61° 48′ N, 1° 40′ O unter. In der Zwischenzeit waren der Kleine Kreuzer Comus und der Zerstörer Munster nahe genug gekommen, um Augenzeugen des Geschehens zu werden. Die Comus versenkte die steuerlos und brennend treibende Greif mit Artilleriebeschuss.
Bei einem der schwersten Gefechte zwischen zwei Hilfskreuzern im Ersten Weltkrieg verlor die Alcantara 72 Männer und die Greif 192, darunter fünf Offiziere. Die Comus und die Munster nahmen die Überlebenden auf.